# MOBA
MOBA (енгл. multiplayer online battle arena, u prevodu onlajn borbena arena za više igrača) je žanr strateških video-igara koji je nastao kao podžanr strategija u realnom vremenu, u kome igrač kontroliše jednog lika u jednom od dva tima. Cilj je uništiti glavnu protivničku građevinu uz pomoć jedinica koje se povremeno stvaraju i koje kontroliše računar, a koje marširaju predodređenom putanjom. Likovi koje igrači kontrolišu uglavnom imaju različite sposobnosti i prednosti koje se usavršavaju tokom trajanja igre, i koje doprinose timskoj strategiji. MOBA igre su spoj akcionih igara, igara sa igranjem uloga i strategija u realnom vremenu, u kojima igrači uglavnom ne grade gradjevine niti prave vojsku.
Žanr se rodio sa pojavom mape za StarCraft pod nazivom Aeon of Strife (AoS), gde se četiri igrača, od kojih svaki kontroliše jednu moćnu jedinicu i uz pomoć slabih jedinica koje kontoliše računar, bore protiv moćnijeg računara. Defense of the Ancients (DotA), mapa zasnovana na Aeon of Strife za Warcraft III: Reign of Chaos i The Frozen Throne, bila je jedna od prvih pravih naslova ovog žanra kao i prva MOBA za koju je održan sponzorisan turnirZbog uticaja ove igre, termin "DotA" se često upotrebljava kao sinomin za ceo žanr. Potom su usledila dva duhovna naslednika, igre League of Legends i Heroes of Newerth, i na kraju nastavak, Dota 2, kao i mnoštvo drugih igara istog žanra kao što su Heroes of the Storm and SMITE.

## Istorijat
Koreni žanra mogu se pratiti unazad nekoliko decenija do jedne od najstarihih strategija u realnom vremenu, Sega Mega Drive/Genesis igra pod nazivom Herzog Zwei iz 1989. godine. Ona se navodi kao prethodnik, ili rani primer , MOBA žanra. Koristila je slicnu formulu, gde svaki igrač kontroliše jednu komandnu jedinicu na jednoj od dve strane bojnog polja. 1998. godine, igra Future Cop: LAPD imala je strateški ˝Precinct Assault˝ mod sličan Herzog Zwei-u, gde su igrači mogli aktivno da se bore uz kompjuterski kontrolisane jedinice. Uticaj Herzog Zwei's je dosta vidljiv i u nekoliko kasnijih Moba igara kao što su Guilty Gear 2: Overture (2007) i AirMech (2012).
1998. godine, kompanija koja pravi igrice za računare Blizzard Entertainment izbacila je jednu od svojih najprodavanijih igara StarCraft sa paketom za uređivanje pod nazivom StarEdit. Taj alat pružio je mogućnost svima da dizajniraju i prave posebne mape koje su se često igrale dosta drugačije od standardnih mapa. Moder pod imenom Aeon64 napravio je mapu sa nazivom Aeon of Strife (AoS) koja je postala veoma popularna. Aeon64 izjavio je da je pokušao da napravi mapu koja će ličiti na mod za igru Future Cop: LAPD pod nazivom Precinct Assault . U Aeon of Strife mapi, igrači kontrolišu po jednog, veoma moćnog heroja i bore se na jednom od tri puta, a teren izvan tih puteva je skoro prazan.
2002. godine, Blizzard je izbacio igru Warcraft III: Reign of Chaos (WC3), uz preteći softver Warcraft III World Editor. Žanrovi MOBA i odbrana kulama (eng. tower defense) su dosta uznapredovali uz pomoć WC3 zajednice modera . Moder pod imenom Eul počeo je da pretvara Aeon of Strife u Warcraft III okruženje, a mapu je nazvao Odbrana drevnih(eng. Defense of the Ancients, skraćeno DotA). Eul je mnogo poboljšao kompleksnost igranja u odnosu na originalni mod. Nedugo pošto je napravio DotA mapu, Eul se povukao sa scene. Bez jasnog naslednika, Warcraft III moderi napravili su mnoštvo mapa baziranih na Doti sa dosta različitih heroja. 2003. godine, nakon izlaska nadogradnje Warcraft III: The Frozen Throne, kreator mapa pod imenom Meian napravio je varijantu Dote usko prateći Eulovu originalnu mapu, ali je kombinovao mnogo heroja iz različitih verzija. Nazvana DotA: Allstars, nakon par meseci nasledio ju je moder pod imenom Stiv "Guinsoo" Fik, i pod njegovim rukovođenjem, postala je dominantna mapa ovog žanra. Nakon više od deset godina održavanja mape, posle jednog od ažuriranja gde se izgled mape drastično promenio, Guinsoo je napustio razvoj i ostavio ga svom ađutantu Neichusu 2005. godine.Nakon nekoliko nedelja u razvoju,sva odgovornost prebačena je na modera pod nazivom IceFrog, koji je pokrenuo mnoge drastične promene mehanike koje su dalje produbile kompleksnost i prošrile kapacitet za inovativno igranje. Promene koje je IceFrog doneo bile su veoma dobro prihvaćene i broj korisnika na Dota: Allstars forumu je navodno skočio na preko milion.
Do 2008. godine, popularnost Dote je privukla i komercijalnu pažnju.
Te godine, The Casual Collective je izbacio igru Minions.
Gas Powered Games je takodje izbacio i prvu samostalnu igru u ovom žanru, Demigod. Krajem 2009. godine,izašao je Riot Games-ov debitantski naslov, League of Legends.
Riot je počeo da žanr igre naziva višekorisnička onlajn borbena arena (eng. Multiplayer online battle arena).
Takođe 2009. godine, IceFrog, koji je nastavio sa razvojom Dote,biva angažovan od strane kompanije Valve Corporation, da dizajnira nastavak originalne mape.
2010. godine, S2 Games izbacuje Heroes of Newerth, sa dosta mehanika igre baziranih na originalnoj DotA: Allstars mapi. Te iste godine, Valve najavljuje Dotu 2 i postaje vlasnik autorskih prava na celu franšizu, nakon sto su se za ista nadmetali sa kompanijom Riot. Dota 2 je izašla 2013. godine, a Valve za nju kaže da je akciona strategija u realnom vremenu(eng. action real-time strategy ili ARTS). 2012. godine, Activision Blizzard se nagodio sa Valveom u vezi autorskih prava i najavio da prave svoju igru, koja je na kraju dobila ime Heroes of the Storm. Blizzard je usvojio svoj lični opis žanra,Herosjka svađalica (eng. hero brawler),stavljajući akciju u fokus. 2014. godine , Hi-Rez Studios izbacuje igru Smite, koja je MOBA ali iz trećeg lica.

## Način igranja
Postoje dva protivnička tima,a cilj tima je da radeći zajedno unište protivničku bazu i tako pobede, mada neke igre imaju opcije gde se do pobede dolazi malo drugačije. Svaki tim se uglavnom sastoji od pet igrača. Obično postoji glavna građevina koja se mora uništiti da bi se pobedilo; uništavanjem ostalih građevina može se ostvariti prednost. Odbrambene građevine su tu da to spreče, kao i relativno slabe jedinice koje kontroliše računar koje se povremeno stvaraju u obe baze i putuju po predoređenim putanjama prema protivničkoj bazi. Postoje tri puta koja pretstavljaju glavni način kako se stiže od jedne baze do druge; između tih puteva postoji neistraženo područje koje se naziva šuma ili džungla.
Igrač kontroliše jednu, veoma moćnu jedinicu koja se uglavnom naziva herojem. Kada heroj stoji pored neprijateljseke jedinice koja umire ili ubije neprijateljsku jedinicu, dobija poene iskustva (eng. experience points) koji mu omogućavaju da podigne svoj nivo.Kada heroj podigne svoj nivo, dobija mogućnost da pojača neku od svojih sposobnosti, kojih uglavnom ima četiri. Kada heroj umre, mora da sačeka određeno vreme, koje generalno raste sa nivoom, pre nego što se oživi u bazi svog tima.
Heroji se uglavnom dele na nekoliko uloga kao što su, tenk (neko ko može da istrpi dosta pre nego što umre), nanosač štete, ili lečenje i podrška. Svaki individualni heroj je jedinstven, sa svojim sposobnostima koje ne deli ni sa jednim drugim likom, čak ni sa onima koji imaju istu ulogu. Takođe tipično postoji veliki asortiman heroja; League of Legends, je na primer počeo sa 40, i dodavao je barem jednog novog svakog meseca, te su stigli do 100 2012. godine. Ovo dodaje na kompleksnosti same igre, jer igrači treba ne samo da nauče ciljeve i stragije u igiri već i minimum jednog heroja sa kojim mogu dobro da igraju, a moraju se i upoznati sa ostalima da bi moglu da igraju protiv njih. Dodatno, svaki heroj je namerno ograničen u tome koliko uloga može da igra u timu. Ni jedan heroj nikada (tako bi trebalo da bude) nije dovoljno jak da pobedi sam bez pomoći tima. Ovo stavlja akcenat na timsku igru i saradnju.
Svaki igrač dobija malu količinu zlata po sekundi tokom trajanja partije. Umerene sume zlata se dobijaju za ubijanje neprijateljskih jedinica a veće za ubijanje protivničkih heroja . Heroji koriste zlato da bi kupili razne artikle koje se razlikuju u ceni i u uticaju. Najvećim delom, ovo uključuje poboljšanje borbene gotovosti heroja, mada postoje i artikli koji pomažu heroju ili timu kao celini na različite načine.
Kako heroji svakog tima postaju sve jači, oni mogu da koriste više strategija kako bi ostvarili prednost. Ove strategije mogu uključiti obrađivanje strateških zadataka, ubijanje neprijateljskih heroja i skupljanje zlata ubijajući kompjuterski kontrolisane jedinice, takozvano farmanje. Što je tim jači, to je sposobniji da uništi protivnički tim i njihovu bazu.
Članovi žanra generalno nemaju nekoliko elemenata koji se uglavnom nalaze u strategijama u realnom vremenu kao što su upravljanje bazom i pravljenje vojske. Ove igre imaju pojedine heroje koji kontrolišu par specijalizovanih jedinica. MOBA žanr ima više sličnosti sa igrama sa igranjem uloga, s tim što se MOBA zasniva na borbi više igrača, dok su igre sa igranjem uloga uglavnom namenjene za jednog igrača.

## Spoljasnje veze
- Медији везани за чланак MOBA на Викимедијиној остави